# Rádio Xilik
Rádio Xilik foi uma rádio livre brasileira, que funcionou entre julho e dezembro de 1985 em São Paulo.

## Histórico
Criada por um grupo de 12 estudantes da Pontifícia Universidade Católica de São Paulo, a rádio iniciou suas atividades, de forma experimental, em junho de 1985. Inicialmente, o transmissor, de apenas 6 watts de potência, levava o sinal a apenas alguns bairros da Zona Oeste de São Paulo. Em 20 de julho a emissora, com um equipamento mais potente, entrou no ar. A primeira transmissão anunciava:
Rádio Xilik. Rádio Livre urgente, em 106.4 mHz, aberta a todos, exceto a generais ativos e passivos, senhoras de Santana, falsários, mamães que dizem sempre mentirinhas, falocratas, crianças que falam sempre a verdade, demagogos, juízes evangélicos.
Influenciados pelo movimento de rádios livres na Europa, os integrantes da Xilik (entre eles o futuro cineasta Marcelo Masagão, Caio Magri e o professor Arlindo Machado) defendiam propostas anarquistas, o uso gratuito dos transportes públicos e a descriminalização da maconha, entre outras causas. Também promoveram uma "passeata sem causa", com o lema "Venha e reivindique o que quiser", que saiu do MASP em direção ao TUCA, no bairro de Perdizes. Organizaram uma palestra do filósofo francês Félix Guattari, transmitida ao vivo.
Em duas ocasiões, fiscais do Departamento Nacional de Telecomunicações (Dentel) tentaram apreender os equipamentos da rádio. No entanto, as tentativas foram frustradas devido ao apoio que a experiência recebia da comunidade universitária. O Sombra, pseudônimo de  André Luis Braga Picardi, reagiu com o seguinte texto:
É anticonstitucional, mas também antimental mentir só por vil metal e dizer que a emissão fatal da rádio insurrecional é algo menos legal que dentéis e todo seu mal, que querem a pá de cal pras ondas deste local, de onde com graça e sal, emite Xilik, a tal.
A Xilik recebeu ampla cobertura da imprensa, inclusive uma reportagem de página inteira publicada pelo jornal Folha de S.Paulo. Picardi ironizou a situação, comentando que a rádio era "mais lida que ouvida". Em dezembro de 1986, os 12 fundadores resolveram encerrar as transmissões, considerando que seu objetivo havia sido alcançado.

## Legado
Embora não tenha sido a primeira rádio livre do país, a Xilik é considerada uma das mais importantes para o início do movimento no Brasil. Sua experiência estimulou o surgimento de outras emissoras, como  Ítaca, Totó Ternura e Molotov, todas beneficiadas pelo empréstimo de equipamentos da Xilik.
Também por influência da Xilik surgiu a primeira tentativa de organização do movimento de rádios livres no Brasil, a Coralivre - Cooperativa de Radioamantes.
Ex-integrantes da emissora também foram responsáveis pela TV Cubo, uma televisão livre que transmitiu também em São Paulo, em 1986.